# ミズニラ属
ミズニラ属（ミズニラぞく、学名：Isoetes、Isoëtes）は、ヒカゲノカズラ植物門に分類される属。ミズニラ目、ミズニラ科に含まれる唯一の属（1目1科1属）。ミズニラ類と総称されることもある。また、水生シダ類に含まれることもある。

## 概要
ミズニラ属の種は、水田や湖沼に生息する沈水植物、または湿生植物である。多年生植物で、ニラのような線形葉を基部から叢生する。葉の長さは種や環境によって異なり、2 -100cmと幅がある。葉の基部に胞子嚢を持つ。

## 種
分類によっても異なるが、ミズニラ属の種は世界中に64 - 400種がいるとされる。また雑種をつくることもある。
日本には、4種（変種、雑種除く）が分布する。その他いくつかの帰化種が生育する。
- ヒメミズニラ（エゾミズニラ） I. asiatica - 日本に分布。絶滅危惧種。
- タンナミズニラ I. hallasanensis - 日本国外産。
- ミズニラ I. japonica - 日本に分布。絶滅危惧種。
- サイシュウミズニラ I. jejuensis - 日本国外産。
- ミズニラモドキ I. pseudojaponica - 日本に分布。 
  - ミチノクミズニラ I. x michinokuana - 日本に分布。ミズニラとミズニラモドキの雑種。
- シナミズニラ I. sinensis - 日本に分布。
  - オオバシナミズニラ I. sinensis var. coreana - 日本に分布。シナミズニラの変種。絶滅危惧種。
- タイワンミズニラ - I. taiwanensis -  日本国外産。

## 利用
ミズニラ属の各種は、アクアリウムで利用されることがある。